# Sonja Coetzee
Sonja Elena Coetzee (ur. 11 września 1987) – południowoafrykańska zapaśniczka walcząca w stylu wolnym. Piąta na igrzyskach afrykańskich w 2007. Wicemistrzyni Afryki w 2009 i trzecia w 2007. Siódma na igrzyskach wspólnoty narodów w 2010. Druga na mistrzostwach Wspólnoty Narodów w 2005 i 2009.